# Wellington de Queiroz Vieira
Wellington de Queiroz Vieira (Tocantinópolis, 11 de julho de 1968) é um bispo católico brasileiro. Atualmente é bispo de Cristalândia.

## Biografia
Estudou filosofia no Seminário Arquidiocesano Nossa Senhora de Fátima, em Brasília, e teologia no Seminário Arquidiocesano São José, no Rio de Janeiro, sendo ordenado a 8 de dezembro de 1996. Possui mestrado em direito canônico pela Pontifícia Universidade Lateranense de Roma e em filosofia pela Pontifícia Universidade Gregoriana.
Foi diretor da Escola São Miguel Arcanjo em Xambioá, e pároco em várias paróquias: São Miguel Arcanjo, em Xambioá; e São Vicente de Paulo, São José Operário, São Sebastião e São Paulo Apóstolo, todas em Araguaína. Também exerceu as funções de ecônomo diocesano, juiz auditor da Câmara Eclesiástica da Diocese de Tocantinópolis, membro do Colégio de Consultores e do Conselho Presbiteral.
Servia como pároco em São Paulo Apóstolo, em Araguaína, quando foi nomeado quinto bispo prelado de Cristalândia pelo Papa Francisco no dia 16 de novembro de 2016. Foi ordenado bispo no dia 4 de fevereiro do ano seguinte, na Catedral Prelatícia Nossa Senhora do Perpétuo Socorro, tomando posse na mesma celebração. O ordenante principal foi o arcebispo de Palmas, Dom Pedro Brito Guimarães, sendo co-ordenantes Dom Giovane Pereira de Melo, bispo de Tocantinópolis, e Dom Miguel Ângelo Freitas Ribeiro, bispo de Oliveira.
É o primeiro bispo nascido no Tocantins a ser ordenado e destinado para o trabalho pastoral no estado.[carece de fontes?]
Aos 10 de julho de 2019, o Papa Francisco elevou a Prelazia de Cristalândia à diginidade de Diocese de Cristalândia, sendo Dom Wellington de Queiroz Vieira nomeado como primeiro bispo diocesano.